# Reggie Freeman
Reginald Philip Freeman, detto Reggie (New York, 17 maggio 1975), è un ex cestista statunitense con cittadinanza americo-verginiana, professionista in Europa.
Guardia-ala mancina di 198 cm per 100 kg, ha giocato in Serie A italiana con l'Euro Roseto e l'Upea Capo d'Orlando.

## Carriera
Reggie Freeman giocò nella NCAA con la maglia dell'Università del Texas tra il 1993 e il 1997. Negli ultimi due anni, registrò una media di 22,4 e 21,8 punti a partita. Dopo la laurea, fu ingaggiato nella Continental Basketball Association, dove vestì le maglie di Connecticut Pride e Quad City Thunder con appena 10,9 e 7,1 punti di media.
Nel 1999 lo ingaggia la compagine turca dell'İTÜ Basketbol Takımı di Istanbul, dove ottiene le medie di 7,7 punti, 6,2 rimbalzi, 3,2 assist e 2,6 recuperi. In seguito, viene acquistato dagli Indiana Legends (nell'American Basketball Association) e nell'aprile 2001 dai Cocodrilos de Caracas, in Venezuela.
Dal settembre 2001 al febbraio 2002 fu al Cibona Zagabria, poi Freeman arrivò in Italia l'8 febbraio 2002, quando firmò un contratto mensile con il Roseto Basket. Il suo contributo si limitò a sole due presenze. Concluse la stagione con l'ASVEL Lyon-Villeurbanne, con cui vinse la Ligue Nationale de Basket-ball.
Ha in seguito vestito la maglia del KK FMP Železnik, con una parentesi alla Stella Rossa, con cui ha chiuso a causa dell'allenatore Zmago Sagadin. Nell'aprile 2005 chiude la stagione con il Vojvodina Srbijagas. In Serbia ha vinto due Coppe di Serbia e Montenegro e una Lega Adriatica.
In seguito disputò una stagione con lo Žalgiris Kaunas, con la partecipazione anche all'Euroleague Basketball.
Ritornò in Italia durante la stagione 2006-07, contattato dall'Orlandina Basket. Con la maglia numero 5, la società di Capo d'Orlando lo schierò da titolare in venti incontri di campionato e Freeman registrò una media di oltre 11 punti a partita. Ciò non bastò alla società, che il 2 aprile 2007 lo tagliò dalla rosa, nel periodo più difficile della stagione regolare.

## Statistiche

### Presenze e punti nei club
Statistiche aggiornate al 4 ottobre 2008
| Stagione        | Squadra                  | Competizione | Partite | Partite | Partite | Statistiche tiro | Statistiche tiro | Statistiche tiro | Altre statistiche | Altre statistiche | Altre statistiche | Altre statistiche | Altre statistiche |
| Stagione        | Squadra                  | Competizione | Pres.   | Titol.  | Minuti  | Tiri da 2        | Tiri da 3        | Liberi           | Rimb.             | Assist            | Rubate            | Stopp.            | Punti             |
| --------------- | ------------------------ | ------------ | ------- | ------- | ------- | ---------------- | ---------------- | ---------------- | ----------------- | ----------------- | ----------------- | ----------------- | ----------------- |
| 1997-1998       | Connecticut Pride        | CBA          | 11      |         |         | 45,5             | 40,5             | 84               | 35                | 24                | 13                | 5                 | 120               |
| 1998-1999       | Quad City Thunder        | CBA          | 21      |         |         | 42,4             | 31,3             | 81,8             | 48                | 35                | 17                | 9                 | 150               |
| 1999-2000       | ITU Istanbul             | T1BL         | 26      |         |         | 41,7             | 30,4             | 79,2             | 160               | 86                | 69                |                   | 459               |
| 2000-2001       | Indiana Legends          | ABA          | 33      |         |         | 52,9             | 25,3             | 75,9             | 94                | 76                | 29                |                   | 227               |
| apr. 01         | Cocodrilos de Caracas    | LPB          | 26      |         |         | 52,1             | 40,4             | 76,5             | 101               | 129               | 82                |                   | 301               |
| set. 01         | Cibona Zagabria          | NLB          | 14      |         |         | 54,7             | 23,8             | 84,4             | 40                | 21                | 24                |                   | 111               |
| apr. 07         | Euro Roseto              | Serie A      | 2       | 0       | 16      | 50               | 75               | -                | 2                 | 0                 | 1                 | 1                 | 13                |
| 2001-2002       | ASVEL Lyon-Villeurbanne  | Pro A        | 18      |         |         | 47,3             | 35,8             | 74,4             | 72                | 92                | 31                | 5                 | 172               |
| 2002-2003       | KK FMP Železnik          | NLB          | 21      |         |         | 46,7             | 41,2             | 81,3             | 68                | 39                | 47                | 6                 | 298               |
| 2003-2004       | Stella Rossa Belgrado    | NLB          | 4       |         |         | 45,5             | 40               | 50               | 11                | 3                 | 6                 | 0                 | 30                |
| 2003-2004       | Reflex Belgrado          | NLB          | 14      |         |         | 54,3             | 34,3             | 76,6             | 41                | 25                | 18                | 1                 | 161               |
| 2004-2005       | Reflex Belgrado          | NLB          | 21      |         |         |                  |                  |                  |                   |                   |                   |                   | 13,2              |
| apr. 05         | Vojvodina Novi Sad       | NSL          | 21      |         |         |                  |                  |                  |                   |                   |                   |                   | 11,3              |
| apr. 05         | Žalgiris Kaunas          | LKL          | 19      |         |         |                  |                  |                  |                   |                   |                   |                   | 8,3               |
| 2006-2007       | Upea Capo d'Orlando      | Serie A      | 25      | 20      | 777     | 53,2             | 35,2             | 75               | 98                | 35                | 33                | 4                 | 298               |
| 2007-2008       | A.G.O. Rethymnou         | A1           | 6       |         |         |                  |                  |                  |                   |                   |                   |                   |                   |
| 2007-2008       | Stal Ostrów Wielkopolski | DBE          | 11      |         |         |                  |                  |                  |                   |                   |                   |                   |                   |
| Totale carriera |                          |              |         |         |         |                  |                  |                  |                   |                   |                   |                   |                   |

## Palmarès

### Squadra
- Campionato francese: 1

ASVEL: 2001-2002
- Coppa di Serbia e Montenegro: 2

FMP Železnik: 2003, 2005
- Lega Adriatica: 1

FMP Železnik: 2003-2004

### Individuale
- MVP Coppa di Serba e Montenegro: 1

FMP Železnik: 2003